# Cornelia Möhring
Cornelia Möhring (nascida a 9 de janeiro de 1960) é uma política alemã. Nascida em Hamburgo, ela representa a Esquerda. Cornelia Möhring serve como membro do Bundestag do estado de Schleswig-Holstein desde 2009.

## Biografia
Cornelia Möhring estudou economia social na Universidade de Ciências Aplicadas em Hamburgo, com foco em sociologia organizacional e psicologia social. Mais tarde, tornou-se membro do Bundestag após as eleições federais alemãs de 2009. É membro da Comissão do Trabalho e dos Assuntos Sociais. Ela é a porta-voz do seu grupo sobre a política das mulheres.